# Enoploteuthis octolineata
Enoploteuthis octolineata är en bläckfiskart som beskrevs av Burgess 1982. Enoploteuthis octolineata ingår i släktet Enoploteuthis och familjen Enoploteuthidae. Inga underarter finns listade i Catalogue of Life.